# Bindo Altoviti
Bindo Altoviti est un banquier italien de la Renaissance, né à Florence en 1491 et mort à Rome en 1556.

## Biographie
Bindo Altoviti hérite en 1508 de la banque familiale à la mort de son père. Il n'est âgé que de 17 ans. Vingt ans plus tard, il a réussi à développer l'entreprise et à amasser une fortune considérable. Sa banque est devenue la plus puissante de Rome et administre les fortunes du Vatican, du roi Henri II de France et du duc Cosme Ier à Florence. Bien que Bindo soit politiquement opposé aux Médicis, Cosme le nomme consul florentin et plus tard, en 1546, sénateur de Florence. Au Vatican, il est le créancier du pape et des cardinaux. Après l'élection de Paul III en 1534, il est nommé dépositaire général de la Chambre apostolique.
En 1511, il épouse Fiammetta Soderini. Sur le plan politique, Bindo aide financièrement les bannis républicains de Florence depuis l'avènement du duc Alexandre en 1530. Il vient également en aide à Lorenzino de Médicis après le meurtre d'Alexandre en 1537, puis aux survivants de la bataille de Montemurlo entre Cosme de Médicis et les républicains la même année. Malgré cela, le duc de Florence le nomme consul à Rome puis sénateur en 1546. Bindo continue de soutenir l'opposition républicaine conduite par Pierre Strozzi, jusqu'à la bataille de Marciano en 1554, au cours de laquelle la coalition anti-florentine est à nouveau défaite. Cosme décide qu'il en a assez. Il confisque les biens de Bindo Altoviti en Toscane, et toute la famille de sa femme Fiammetta est emprisonnée ou exilée. Bindo Altoviti meurt à Rome deux ans plus tard, en 1556.
Humaniste, banquier puissant, républicain convaincu, Bindo Altoviti fut également mécène. Son soutien aux artistes a été récompensé par plusieurs œuvres, comme le Portrait de Bindo Altoviti par Raphaël, le Portrait de Bindo Altoviti par Jacopino del Conte et le buste en bronze de Benvenuto Cellini, conservé au musée Isabella-Stewart-Gardner à Boston et dont une copie se trouve à la Villa i Tati, siège de la fondation Bernard Berenson de Florence.

Portraits dans les arts
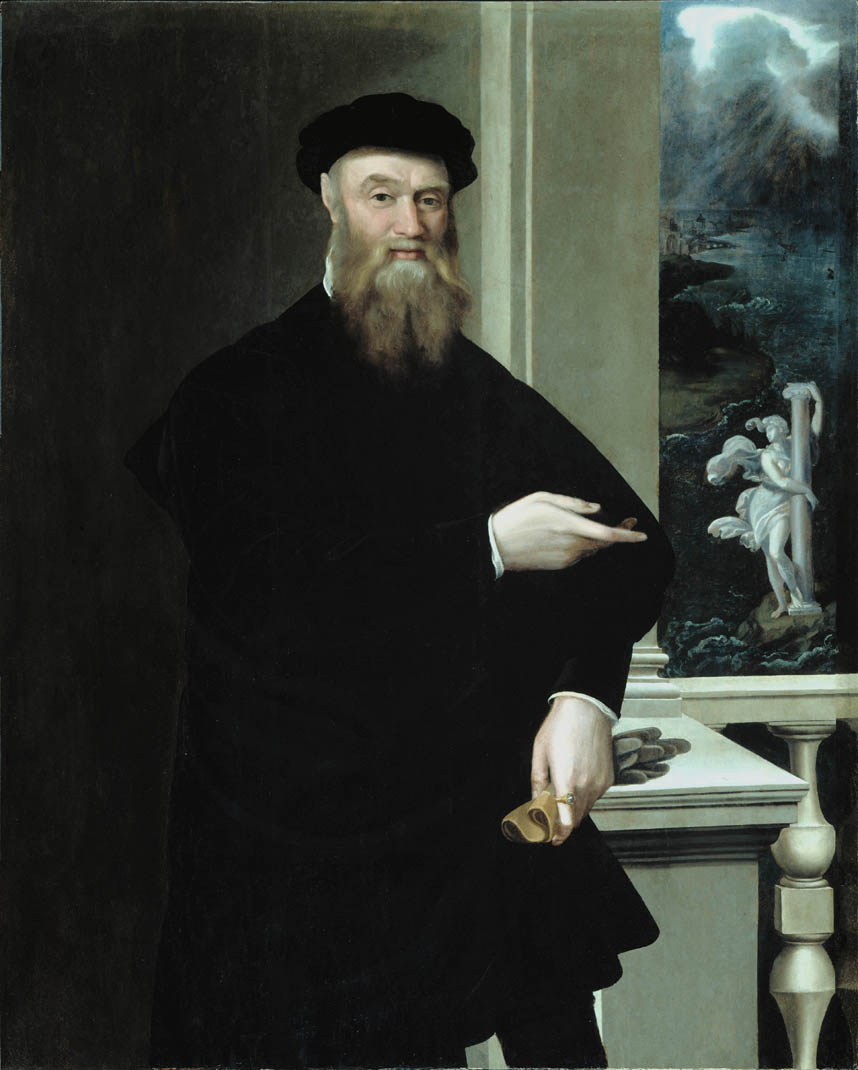
par Jacopino del Conte
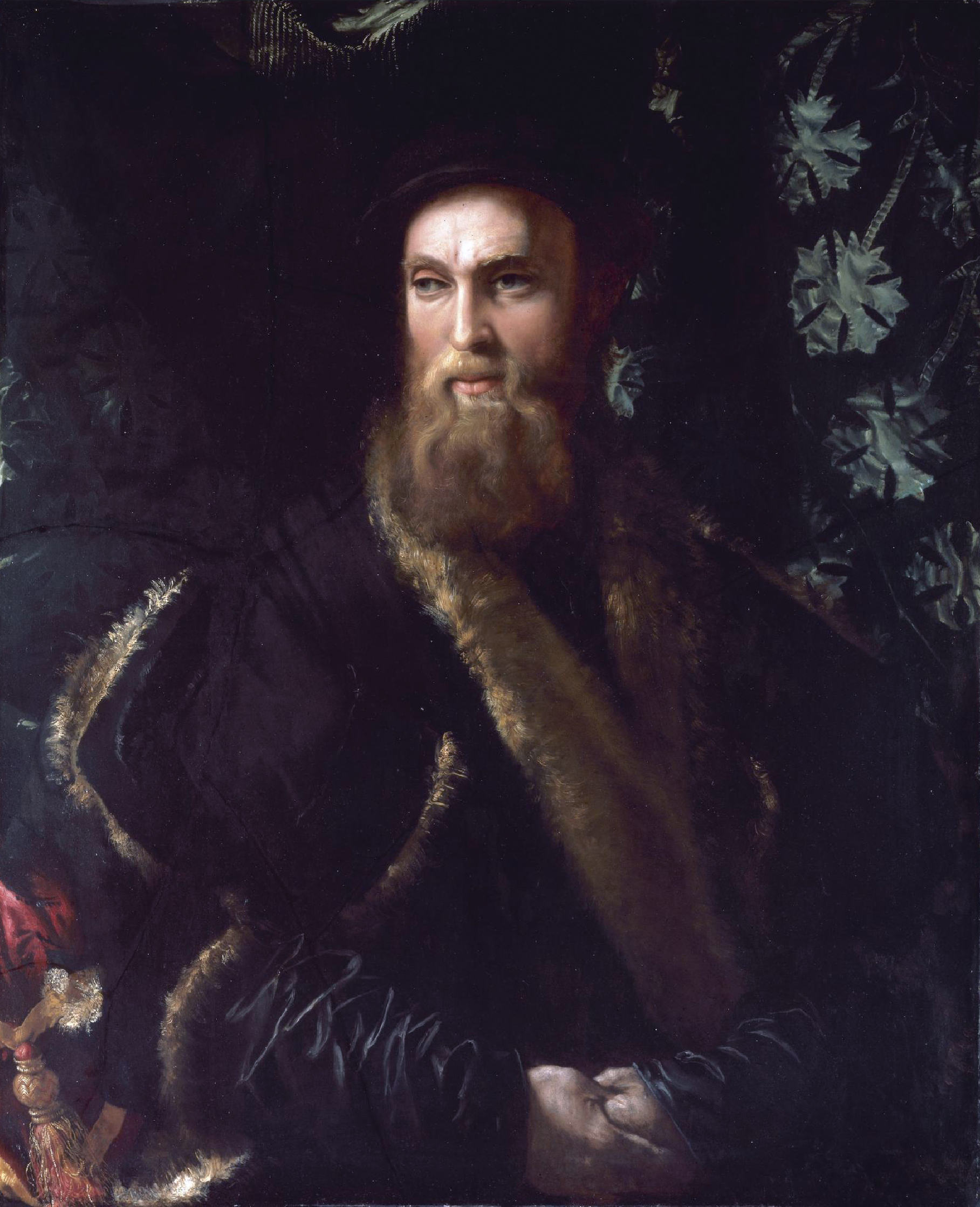
par Girolamo da Carpi
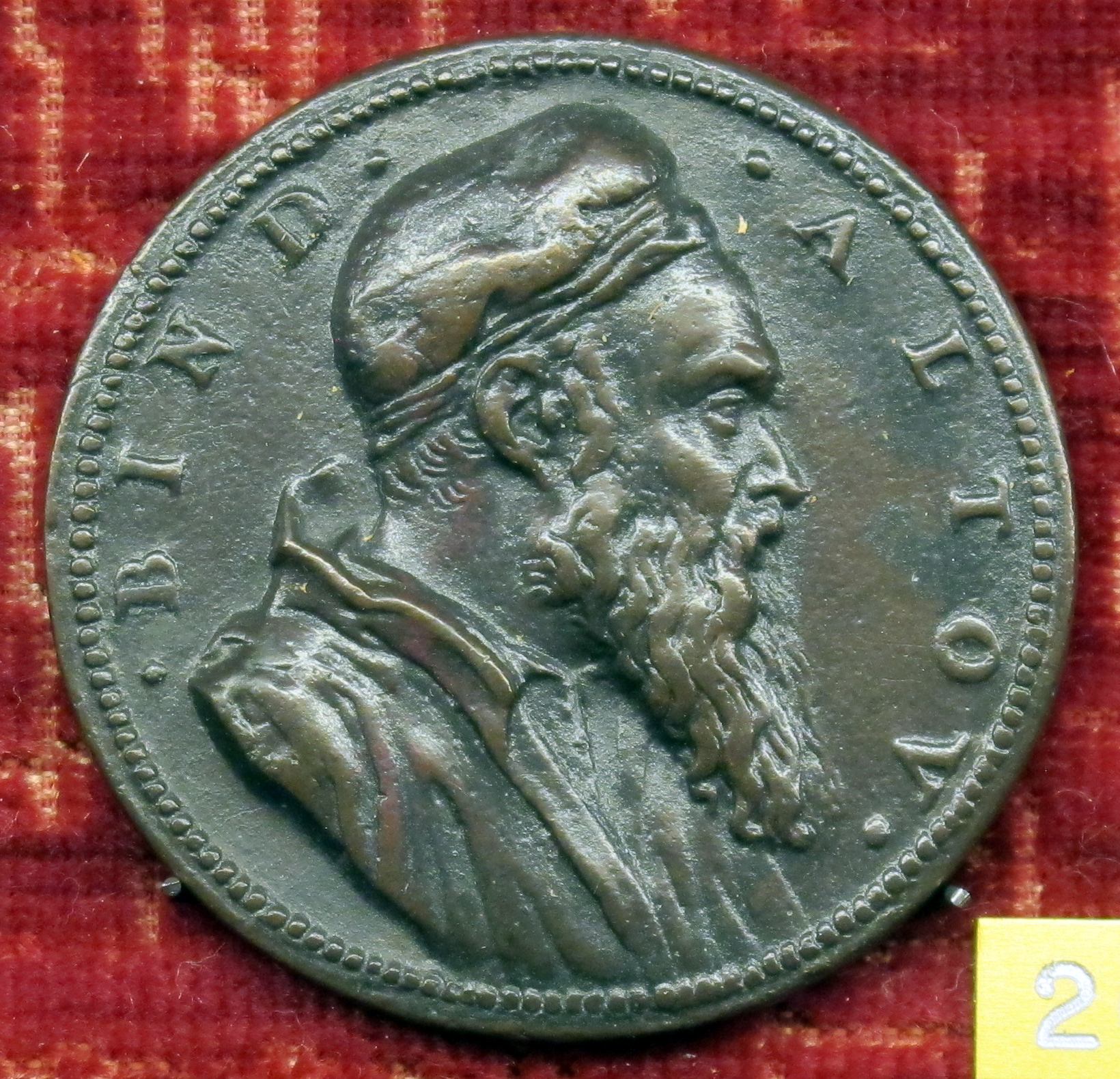
Médaillon de Domenico Poggini à l'effigie de Bindo Altoviti
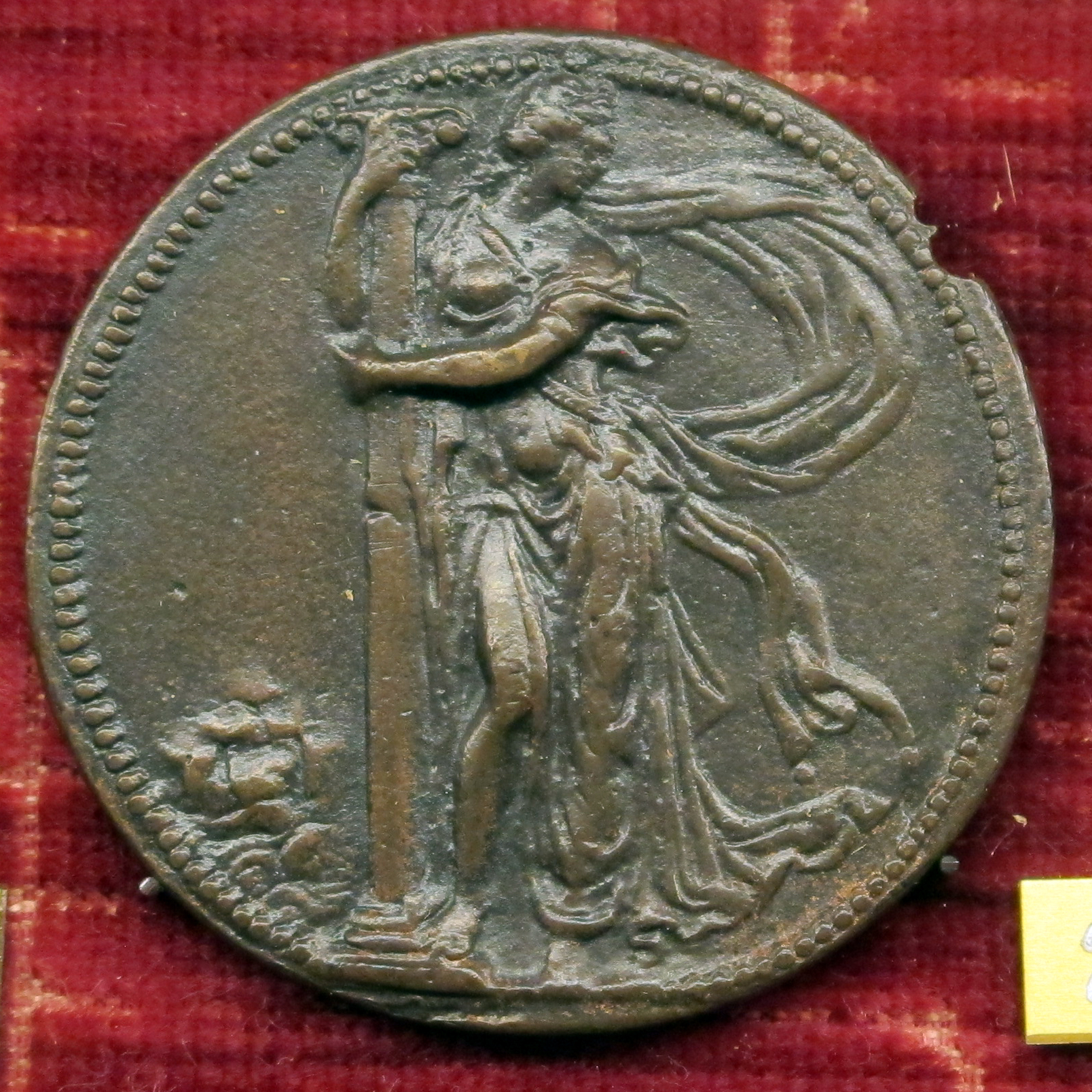
Verso de la médaille de Domenico Poggini qui reprend le thème du Courage dans le tableau de Jacopino del Conte
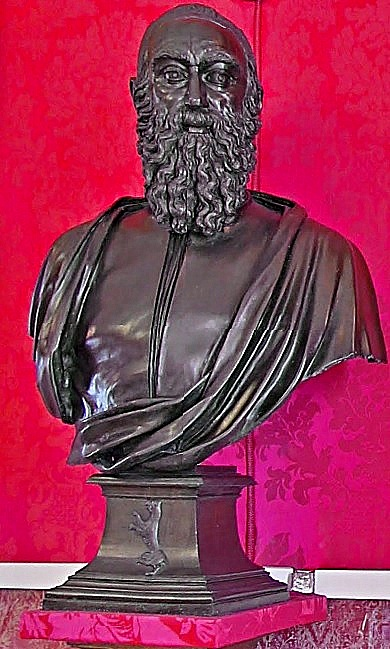
Buste en bronze de Benvenuto Cellini
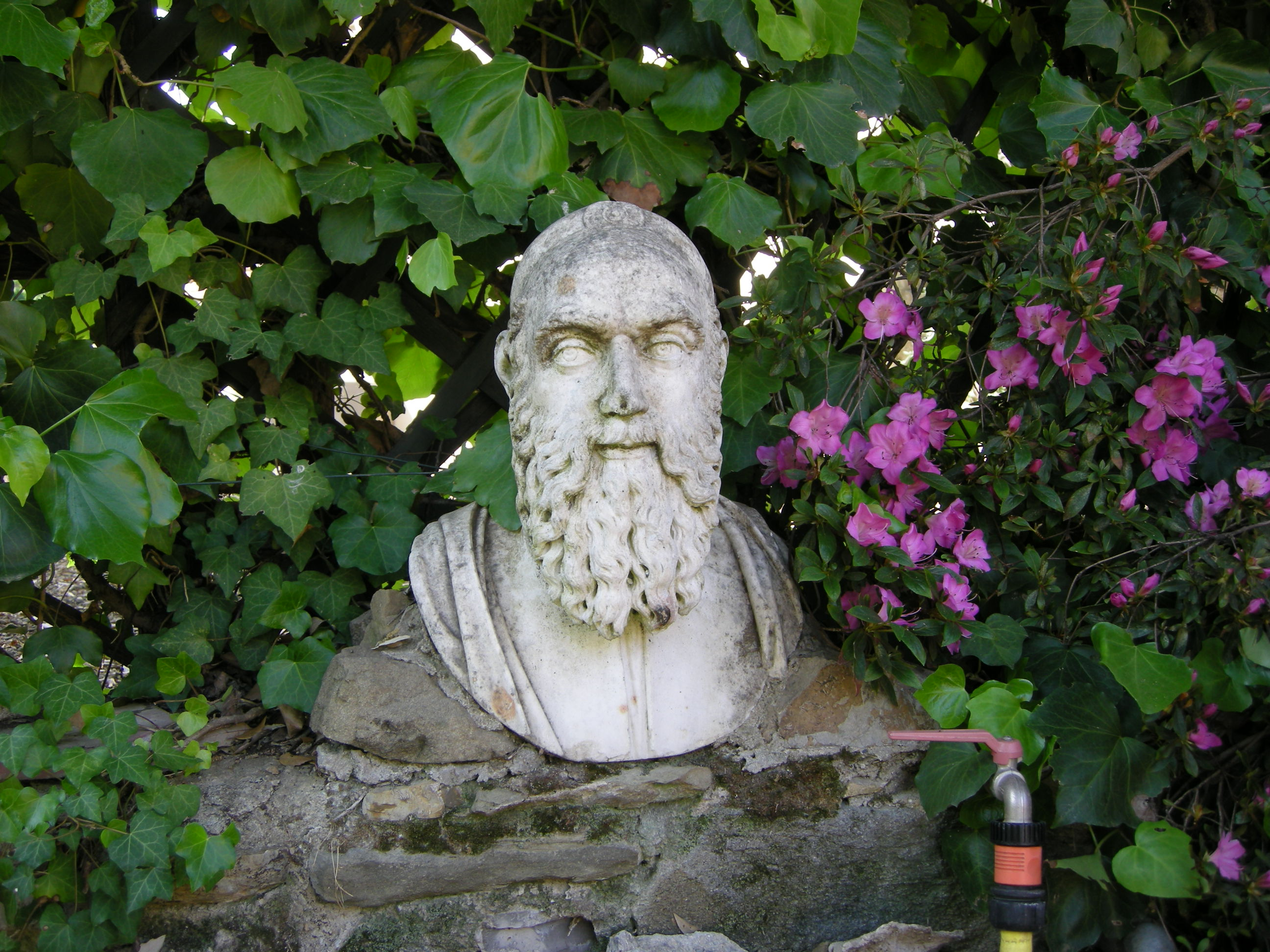
Copie du buste de Cellini

## Source
Musée des beaux-arts de Montréal, Guide : Musée des beaux-arts de Montréal, Montréal, « Musée des beaux-arts de Montréal », 2007, 2e éd. (1re éd. 2003), 342 p. (ISBN 978-2-89192-312-5), p. 102.